# Aloe burgersfortensis
Aloe burgersfortensis ist eine Pflanzenart der Gattung der Aloen in der Unterfamilie der Affodillgewächse (Asphodeloideae). Das Artepitheton burgersfortensis verweist auf das Vorkommen der Art in der Nähe des südafrikanischen Ortes Burgersfort.

## Beschreibung

### Vegetative Merkmale
Aloe burgersfortensis wächst stammlos, ist einzeln oder sprosst und bildet dann kleine bis große Gruppen. Die zehn bis 20 dreieckig spitz zulaufenden Laubblätter bilden dichte Rosetten. Die Blattspreite ist 35 bis 40 Zentimeter lang. Die Blattoberseite ist bräunlich grün mit länglichen, zerstreuten, weißen Flecken, die in mehr oder weniger welligen Querbändern angeordnet sind. Die Unterseite ist heller glauk-grün, nicht gefleckt und etwas liniert. Die braunen, stechenden Zähne am Blattrand sind 3 bis 5 Millimeter lang und stehen 10 bis 14 Millimeter voneinander entfernt.

### Blütenstände und Blüten
Der Blütenstand besteht aus vier bis neun bogig-aufrechten Zweigen und erreicht eine Länge von 100 bis 130 Zentimeter. Die lockeren oder ziemlich dichten, zylindrischen spitz zulaufenden Trauben sind 20 bis 35 Zentimeter (selten bis 40 Zentimeter) lang. Die eiförmig-spitzen Brakteen sind etwas länger als der Blütenstiel. Die trüb rötlichen, bereiften Blüten sind in der oberen Hälfte etwas weiß gestreift. Gelegentlich werden sie zur Mündung hin auch orange. Sie stehen an 10 bis 15 Millimeter langen Blütenstielen. Die Blüten sind 30 Millimeter lang und an ihrer Basis gerundet. Auf Höhe des Fruchtknotens weisen die Blüten einen Durchmesser von 7 Millimeter auf. Darüber sind sie auf 5 Millimeter verengt und schließlich zur Mündung erweitert. Ihre äußeren Perigonblätter sind auf einer Länge von 7 Millimeter nicht miteinander verwachsen. Die Staubblätter und der Griffel ragen kaum aus der Blüte heraus.

### Genetik
Die Chromosomenzahl beträgt {\displaystyle 2n=14}.

## Systematik und Verbreitung
Aloe burgersfortensis ist in der südafrikanischen Provinz Mpumalanga auf sandigen Böden und für gewöhnlich im Schatten von Bäumen in Höhen von 1000 bis 1400 Metern verbreitet. 
Die Erstbeschreibung durch Gilbert Westacott Reynolds wurde 1956 veröffentlicht.

## Nachweise